# Веллингтонский ботанический сад
Веллингтонский ботанический сад (англ. Wellington Botanic Garden) — ботанический сад в Веллингтоне. Занимает площадь в 25 га и расположен в долине между пригородами Веллингтона Торндон и Келбёрн у верхней точки Веллингтонского фуникулёра.
Сад находится в ведении городского совета Веллингтона и включает в себя охраняемый природный лес, коллекции растений и сезонные экспозиции, а также обширный комплекс цветников, влючая розарий. Фонд садов Новой Зеландии классифицирует его как сад национального значения. В 2004 году он был внесён в список исторических территорий организации Heritage New Zealand. На территории ботанического сада также установлены как большие скульптуры, так и резные фигурки.
До середины XIX века на данной территории находились па племени Те Ати Ава, где маори занимались сельским хозяйством. В 1844 году британцы отобрали у поселения участки городского пояса Веллингтона, но вернули часть в 1847 году. Сэр Джордж Грей, генерал-губернатор Новой Зеландии, выкупил в 1852 году эти земли, но в 1865 году продал Веллингтону для общественного парка. В 1868 году здесь был организован ботанический сад на участке площадью около пяти гектаров. га (13 акров) в 1868 году. Официальное название, «Ботанический сад Веллингтона», он получил с принятием Закона о ботаническом саде 1869 года. В 1871 году его территория была расширена до 28 га. Некоторые животные содержались на территории ботанического сада до основания Веллингтонского зоопарка в 1906 году.
В течение XX века на территории ботанического сада регулярно происходили реконструкции, строительство новых зданий и сооружений, вплоть до изменения рельефа. Так, в начале века были засыпаны несколько оврагов, а на выровненной площадке создана спортивная площадка Андерсон-парк, в 1927 году образовано несколько лужаек для отдыха. Также были построены ротонда возле пруда (1907), розарий Леди Норвуд (1953), Дом бегоний (1960), сад трав (1970-е годы), информационный центр (1983—1987), образовательный центр «Дом на дереве» (1991) и тропа со скульптурами (1991).
C 1900-х годов на лужайке у ротонды регулярно проводятся мероприятия с живой музыкой.
В Ботаническом саду Веллингтона сохранились остатки равнинного широколиственного леса, эти участки занимают около 8 га возле ручья Ферн-Глен. Здесь преобладают местные новозеландские виды Kunzea ericoides, Pterophylla racemosa, Didymocheton spectabilis и хинау. Из птиц сохранился новозеландский попугай кака. Однако в саду есть и множество интродуцированных видов. Так, из семян выращена сосна лучистая, в диком виде произрастающая лишь в Калифорнии. В 1870 году посажена пиния, сосна из Средиземноморья. Растёт в саду и конняку, растение с цветками, пахнущими разлагающимся мясом. Несмотря на вонь, оно привлекает посетителей.
С 2013 года Веллингтонский ботанический сад входит в организацию Wellington Gardens («Сады Веллингтона») наряду с ботаническим садом Отари-Уилтонс-Буш, парком Труби-Кинг и бывшим кладбищем Болтон-Стрит. Причём Отари-Уилтонс-Буш — единственный общественный ботанический сад в Новой Зеландии, посвящённый исключительно местной флоре.

## Галерея

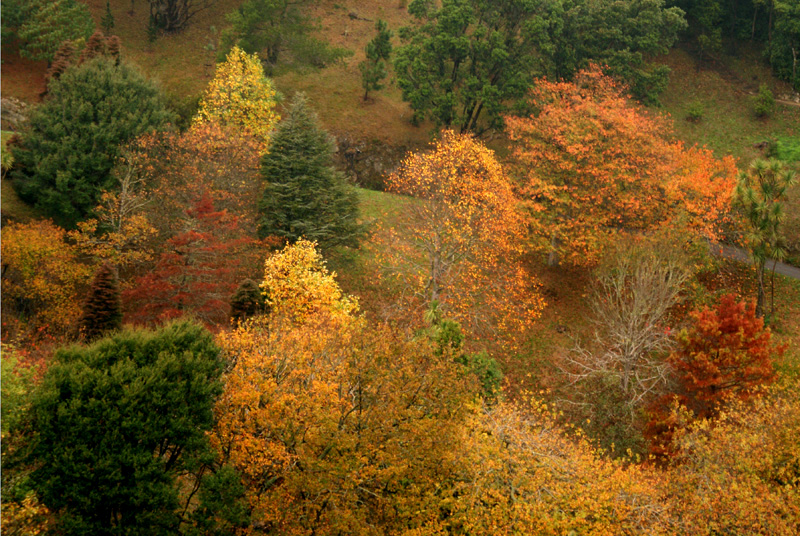
Ботанический сад осенью
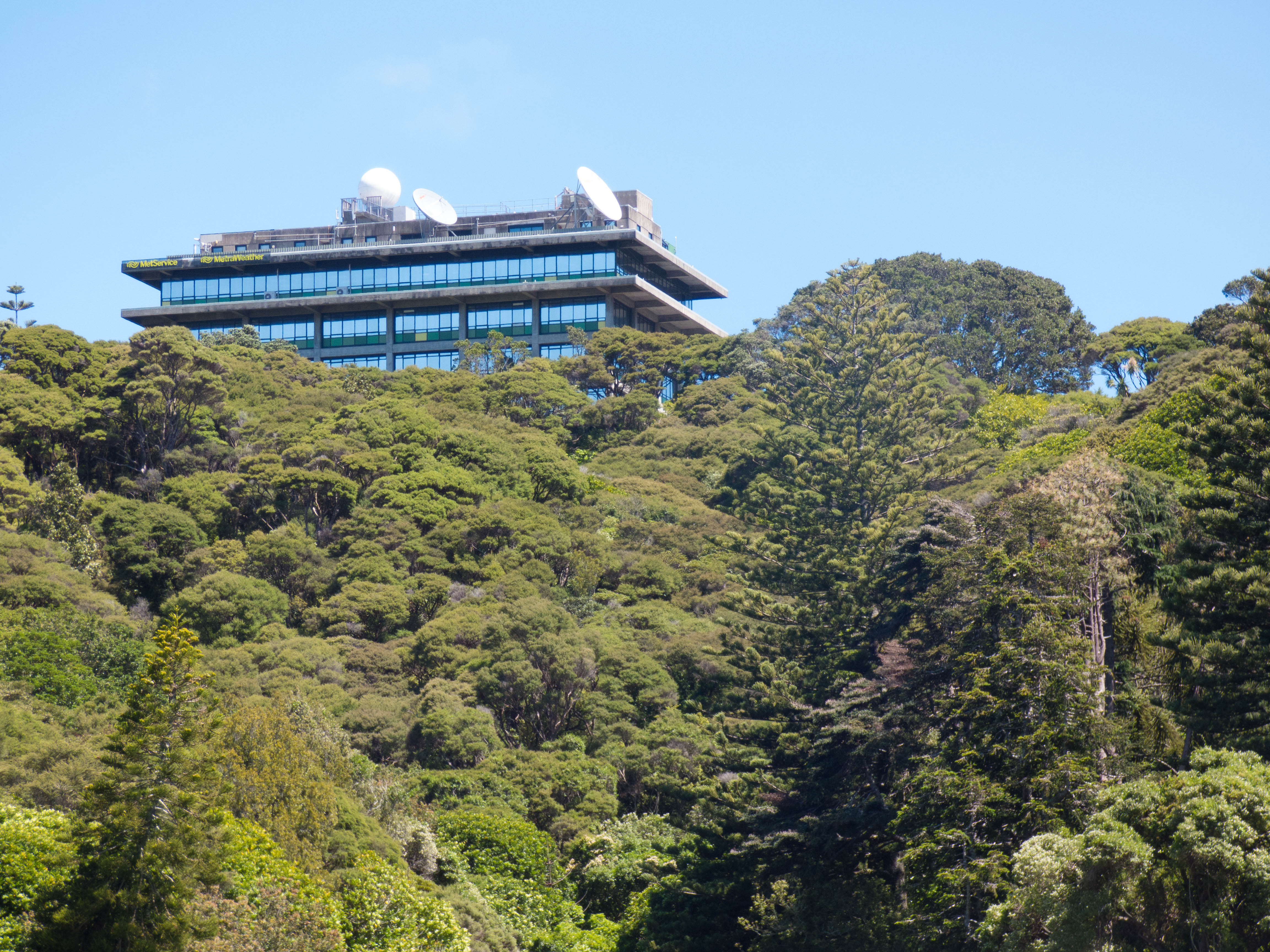
Офис ботанического сада
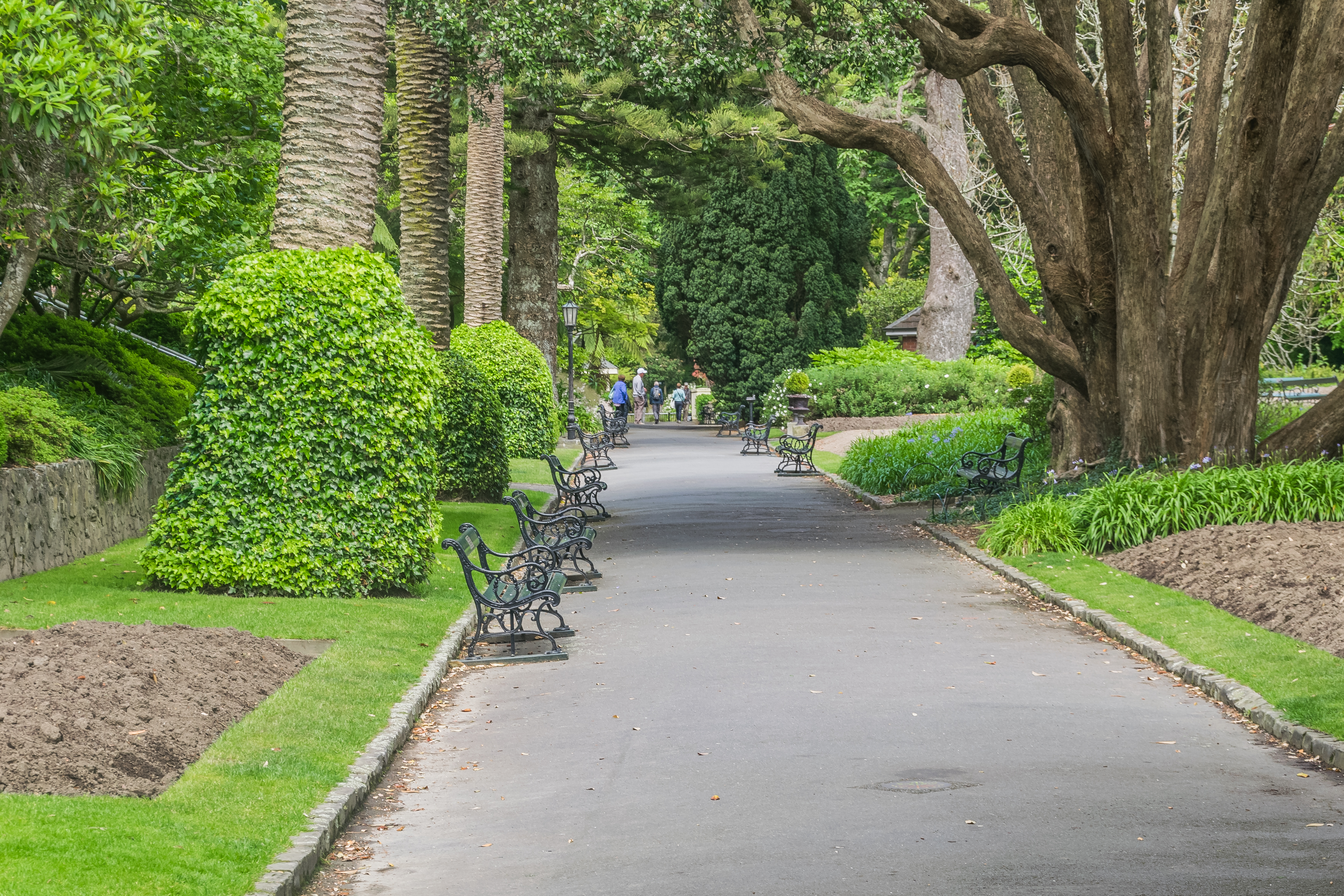
Дорожка в саду
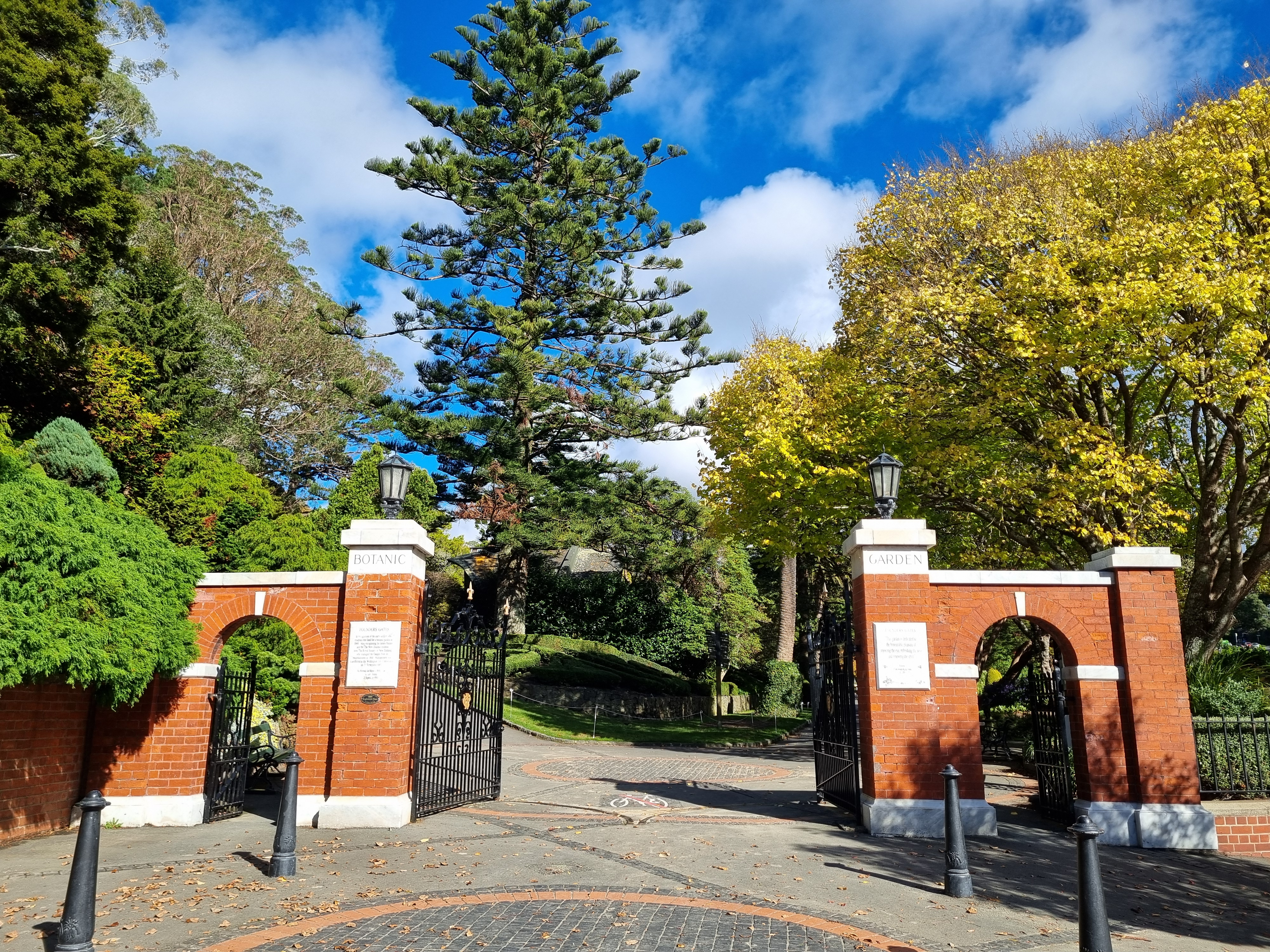
Вход в ботанический сад